# Genianthus
Genianthus és un gènere que pertany a la família de les apocinàcies amb 19 espècies de plantes fanerògames. És originari d'Àsia.

## Distribució i hàbitat
Es distribueix per Bangladesh, Bhutan, Xina, l'Índia, Indonèsia, Malàisia, Filipines, Tailàndia i el Vietnam. Es troba en els boscos humits, els boscos del monsó.

## Descripció
Són enfiladisses de diversos metres de llarg. Les fulles són herbàcies de 7-19 cm de llarg i 3-10 cm d'ample, ovades o el·líptiques, en general, arcades, basalment truncades a cuneades o, en rares ocasions, arrodonides. L'àpex n'és agut a acuminat, de vegades apiculat, glabres, poc o densament pubescents, amb tricomes simples.
Les inflorescències són extraaxil·lars, sempre una per node, tan curta o llarga com les fulles adjacents, amb moltes flors. Les bràctees florals en són absents o són petites.

## Taxonomia
| - Genianthus aurantiacus - Genianthus bicoronatus - Genianthus blumei - Genianthus crassifolius - Genianthus ellipticus - Genianthus hastatus - Genianthus horei - Genianthus laurifolius - Genianthus macrophyllos - Genianthus maingayi | - Genianthus nicobarensis - Genianthus rectinervis - Genianthus ridleyi - Genianthus rufio-velutinus - Genianthus siamicus - Genianthus subpeltatus - Genianthus syringifolius - Genianthus trullatus - Genianthus valvatus |